# Phonocar
Phonocar è un'azienda italiana con sede a Reggio Emilia nata nel 1972. Parte con la fabbricazione di supporti per autoradio in legno e successivamente si specializza nella realizzazione di altoparlanti e amplificatori Hi-Fi, apparecchiature audio/video, sistemi di sicurezza e accessori. I suoi prodotti sono distribuiti con i marchi Phonocar, Sec, Mlife e Galileo.

## Storia
Phonocar ha iniziato a realizzare prodotti Hi-fi in un'epoca in cui in Italia non era ancora diffuso il concetto di musica di qualità per l'auto. Partendo dallo sviluppo degli accessori, la compagnia arriva alla progettazione e realizzazione di altoparlanti e amplificatori, realizzando, in anteprima sia europea che italiana, numerose innovazioni.
Nel 1972 costruisce la prima consolle di legno porta autoradio con altoparlante e accessori. Nel 1976 realizza i suoi primi altoparlanti Hi Fi per auto e nel 1978 il suo primo amplificatore  per auto, il Power Box. Nel 1981 Phonocar cambia radicalmente la disposizione dell'impianto hi-fi, introducendo sul mercato i pannelli posteriori in legno che permettono di installare altoparlanti di grandi dimensioni nella zona posteriore. Quindi sviluppa e produce (1983) una serie di micro-tweeter dalle dimensioni ridotte.
Nel 1989 introduce un amplificatore con ventola di raffreddamento per ridurre gli ingombri e mantenere costante la temperatura. Due anni dopo, nel 1991, realizza due prodotti: un crossover elettronico attivo e un amplificatore a 8 canali con crossover elettronico, entrambi regolabili dal posto guida.
È del 2001 il sistema di fissaggio di nuovi tweeter per installazioni su superfici irregolari, con possibilità di orientare l'altoparlante verso il punto di ascolto. 
Nel 2004 sfrutta l'uso di una nuova membrana in fibra di vetro stampata ad alta compressione (HCF) nella costruzione della linea Pro Tech. Questa permette di ottenere una bassa distorsione ed una ampia banda passante.
Nel 2007 produce la Serie OTTO, amplificatori che permettono di effettuare l'amplificazione multipla all'infinito senza l'ausilio di crossover elettronici. Nello stesso anno rilascia il PHV016, un elevatore di tensione stabilizzata che permette di raddoppiare la potenza dell'amplificatore a motore spento.

## Prodotti
- Amplificatori per auto e natanti
- Woofer
- Subwoofer
- Midrange
- Tweeter
- Supporti per altoparlanti e amplificatori
- Interfacce audio/video
- Lettore CD
- Lettore DVD
- Hard disk
- Schermo a cristalli liquidi / Thin Film Transistor
- Audio crossover
- Moquette
- Resine per elaborati
- Neon
- Sensori di parcheggio
- Bluetooth

## Modelli

### La serie OTTO
Gli amplificatori della serie Otto prevedono l'inserimento del sistema di crossover elettronico integrato X.O.T., grazie al quale la realizzazione di sistemi Hi-end in multi amplificazione non necessita di ulteriori crossover elettronici esterni. Il sistema X.O.T. evita l'utilizzo di crossover elettronici supplementari e permette il collegamento seriale dei finali, consentendo la regolazione dei tagli di frequenza di ogni singola sezione, direttamente dagli amplificatori. Ogni amplificatore OTTO è correlato da due terminali che proteggono connessioni e collegamenti.
|        | Potenza RMS su 4 OHM | Potenza RMS su 2 OHM | Potenza RMS a ponte |
| ------ | -------------------- | -------------------- | ------------------- |
| PH8200 | 1.000                | 1.300                |                     |
| PH8124 | 120x4                | 200x4                | 400x2               |
| PH845  | 40x4 + 150x1         | 70x4 + 170x1         | 90x2 + 150x1        |
| PH8220 | 220x2                | 325x2                | 650x1               |
| PH8140 | 130x2                | 215x2                | 430x1               |
| PH880  | 75x2                 | 115x2                | 230x1               |

Prove del settore hanno rilevato che “Gli amplificatori Phonocar Serie Otto sono dotati di un crossover con uscite che consente di creare catene in multiamplificazione complesse. Anche la meccanica è curatissima, con coperture di protezione laterali per cavi e connettori. Notevoli le potenze che possono raggiungere i 1.000 Watt RMS”

### Dream PH2000
È un amplificatore che dà la possibilità di regolare l'intensità e i tagli di frequenza direttamente dal posto di guida. Il finale è composto da 8 canali differenti. Due coppie di canali ad elevata potenza ed alta capacità di corrente, per affrontare le configurazioni più moderne dotate di subwoofer mono o doppio woofer in portiera, e due coppie di canali di potenza inferiore per pilotare i midrange ed i tweeter. 
Ognuna di queste quattro coppie di amplificatori può essere pilotata anche singolarmente full range. L'amplificatore può essere collegato ad un qualsiasi crossover elettronico, ma con l'impiego del crossover PH9000 è possibile regolare l'impianto dal punto di ascolto. Il Dream Ph2000 ha vinto il premio ECAP 2001/2002 (European Car Audio Press).
|           | Potenza RMS su 4 OHM | Potenza RMS su 2 OHM | Potenza RMS a ponte |
| --------- | -------------------- | -------------------- | ------------------- |
| SUB-W     | 150X2                | 250X2                | 500                 |
| WOOFER    | 150X2                | 250X2                | 500                 |
| MID-RANGE | 50X2                 | 80X2                 | 150                 |
| TWEETER   | 50X2                 | 80X2                 | 150                 |

### PHV16
Il PHV16 è uno stabilizzatore/elevatore di tensione che, collegato tra la batteria e gli amplificatori, consente di aumentare la potenza da questi ultimi erogata fino al 100% in più con il motore dell'auto spento, mentre con la vettura in marcia l'incremento è quantificabile nel 35%.
Il PHV-16 somiglia a un amplificatore anche nel circuito. In realtà si tratta di un amplificatore privo delle sezioni audio, costituito dal solo alimentatore switching. Tutti i componenti sono saldati su un PCB in vetronite a doppia faccia con piano di massa diffuso. 
Il filtro primario di alimentazione è costituito da 12 elettrolitici da 2200 microfarad/25 V del tipo computer grade a 105°. Un TL-494 genera la frequenza di switching che pilota quattro trasformatori con nucleo a doppio E; la sezione di potenza schiera 16 semiconduttori in TO-220P e altri 8 mosfet in contenitore TO-3P. Il banco di livellamento, di tipo induttivo/capacitivo, è costituito da: 16 elettrolitici Elna da 1000 mF/25V/105°, due induttori toroidali e altri 8 elettrolitici da 4700 mF/25 V.
Per Caraudio, con il PHV-16 si è di fronte ad un prodotto “rivoluzionario....non risulta che, almeno per il momento, sul mercato esistano dispositivi similari…durante i test di laboratorio abbiamo calcolato un rendimento straordinario, prossimo al 95%. In altre parole, il PHV-16 dissipa pochissimo calore…Un'informazione che interesserà gli appassionati di gare SPL: alimentato con una batteria da 100 A/h, il PHV-16 è in grado, a motore spento, di mantenere la massima tensione di uscita per 210 secondi."

### Sistemi di Navigazione OEM
Phonocar ha sviluppato una linea completa di sistemi di navigazione personalizzati per le principali marche automobilistiche.
Questa linea di sistemi OEM si integra perfettamente nel cruscotto delle auto con un design studiato per riprodurre l’estetica del sistema originale e con un’installazione plug and play facile e veloce.
Grazie a queste Media station personalizzate l’utente aggiunge al sistema originale funzionalità come la navigazione, Vivavoce bluetooth, lettore DVD-USB-SD e ingresso retrocamera.
Le Media station possono essere integrate al posto della autoradio originale o come sistemi esterni che si installano all’interno del cruscotto a scomparsa.

### Sistemi di Retrovisione
Per una maggiore sicurezza e comfort nella guida, Phonocar ha sviluppato una serie di retrocamere e monitor per la visione posteriore.
Queste retrocamere sono studiate per essere alloggiate nel vano targa della maggior parte delle auto, furgoni, camper e camion.
Dotate di una lente di altissima qualità si distinguono per una definizione e luminosità superiore anche in caso di assenza di luce.
Tre i diversi modelli disponibili troviamo retrocamere con angolazione più ampia fino a quasi 180°, retrocamere riscaldate che in caso di temperature basse evitano danni alla lente e retrocamere con copertura in alluminio adatta a mezzi pesanti e movimento terra.

### Sistemi di navigazione per Volkswagen Italia
Nel 2014 Phonocar sviluppa una linea completa di sistemi di navigazione per Volkswagen Italia che permette una rapida installazione e che si integra perfettamente con il Sistema dell'auto.

### LED per fari
Nel 2017 sviluppa e realizza un sistema per l’illuminazione auto con tecnologia LED.